# Махер Абдель Хафиз Хаджар
Махер Абдель Хафиз Хаджар (род. 1968, Алеппо) — сирийский государственный и политический деятель, член парламента от оппозиционной марксистско-ленинской партии «Народная воля» и кандидат на выборах президента Сирии 2014 года.

## Биография
Хаджар родился в Алеппо в 1968 году в известной суннитской мусульманской семье.
Окончил университет Алеппо с дипломом в лингвистических исследованиях.
В 1984 году он присоединился к Сирийской коммунистической партии.
Когда в 2000 году в партии произошёл раскол, он присоединился к новой сформированной партии Народной воли Кадри Джамиля. Позже он создал филиал партии в город Алеппо и стал секретарем совета партии.
Выставлял свою кандидатуру в парламентских выборах 2007 года, как независимый кандидат, но не смог победить.
В 2012 году он снова выставил свою кандидатуру на парламентских выборах. Эти выборы состоялись во время сирийской гражданской войны, во время которой в Конституцию Сирии были внесены поправки, снявшие с партии Баас руководящую роль в государстве. По итогам этих выборов Махер Хаджар был избран в Народный совет Сирии.
Хаджар является секретарем оппозиционной Партии народной воли (ПНВ), которую возглавляет бывший вице-премьер по экономическим вопросам Кадри Джамиль, смещенный со своего поста в январе после несанкционированной встречи с американскими дипломатами в Женеве. Джамиль в настоящее время проживает за пределами Сирии. Во вторник в Москве он встретился с заместителем министра иностранных дел РФ Михаилом Богдановым.
В начале 2014 года в Сирии, несмотря на продолжающийся уже два года вооружённый конфликт, началась подготовка к президентским выборам, назначенным на 3 июня 2014 года. Победа Асада была очевидна, однако в апреле Хаджар стал первым, кто выдвинул свою кандидатуру. Он был зарегистрирован кандидатом и стал одним из двух соперников Башара Асада. По итогам выборов занял третье место, набрав 3,2 % голосов.